# ACKR2
ACKR2 (англ. Atypical chemokine receptor 2) – білок, який кодується однойменним геном, розташованим у людей на короткому плечі 3-ї хромосоми.  Довжина поліпептидного ланцюга білка становить 384 амінокислот, а молекулярна маса — 43 443.
| 10         |  | 20         |  | 30         |  | 40         |  | 50         |
| ---------- |  | ---------- |  | ---------- |  | ---------- |  | ---------- |
| MAATASPQPL |  | ATEDADSENS |  | SFYYYDYLDE |  | VAFMLCRKDA |  | VVSFGKVFLP |
| VFYSLIFVLG |  | LSGNLLLLMV |  | LLRYVPRRRM |  | VEIYLLNLAI |  | SNLLFLVTLP |
| FWGISVAWHW |  | VFGSFLCKMV |  | STLYTINFYS |  | GIFFISCMSL |  | DKYLEIVHAQ |
| PYHRLRTRAK |  | SLLLATIVWA |  | VSLAVSIPDM |  | VFVQTHENPK |  | GVWNCHADFG |
| GHGTIWKLFL |  | RFQQNLLGFL |  | LPLLAMIFFY |  | SRIGCVLVRL |  | RPAGQGRALK |
| IAAALVVAFF |  | VLWFPYNLTL |  | FLHTLLDLQV |  | FGNCEVSQHL |  | DYALQVTESI |
| AFLHCCFSPI |  | LYAFSSHRFR |  | QYLKAFLAAV |  | LGWHLAPGTA |  | QASLSSCSES |
| SILTAQEEMT |  | GMNDLGERQS |  | ENYPNKEDVG |  | NKSA       |  |            |

A: Аланін

C: Цистеїн

D: Аспарагінова кислота

E: Глутамінова кислота

F: Фенілаланін

G: Гліцин

H: Гістидин

I: Ізолейцин

K: Лізин

L: Лейцин

M: Метіонін

N: Аспарагін

P: Пролін

Q: Глутамін

R: Аргінін

S: Серин

T: Треонін

V: Валін

W: Триптофан

Кодований геном білок за функціями належить до рецепторів, g-білокспряжених рецепторів, білків внутрішньоклітинного сигналінгу, фосфопротеїнів. 
Задіяний у таких біологічних процесах як запальна відповідь, поліморфізм. 
Локалізований у клітинній мембрані, мембрані, ендосомах.